# Línia Barcelona-Vilanova-Valls
La línia Barcelona-Vilanova-Valls és una línia de ferrocarril catalana propietat de l'Administrador d'Infraestructures Ferroviàries (Adif) que connecta Barcelona amb Valls passant per la costa. La línia comença a la bifurcació de la línia de Vilafranca passada l'Estació de Sants i acabava a l'Estació de la Plana - Picamoixons enllaçant amb la línia Tarragona-Reus-Lleida.
La línia és d'ample ibèric i doble via i els serveis que transcorren per la línia són de rodalia, regional i/o mercaderia.

## Característiques generals
Aquesta línia parteix de la bifurcació que hi ha entre l'Estació de Sants i l'estació de l'Hospitalet de Llobregat de la Línia Barcelona-Vilafranca-Tarragona, després marxa direcció al Prat de Llobregat on després se separa de Línia el Prat - Aeroport. A l'estació de Sant Vicenç de Calders enllaça de nou amb la Línia Barcelona-Vilafranca-Tarragona però de seguida parteix cap a Valls. A Roda de Berà hi ha una connexió i un canviador d'ample amb la LAV Madrid - Saragossa - Barcelona - Frontera Francesa i finalment la línia acaba a l'Estació de la Plana - Picamoixons enllaçant amb la Línia Tarragona-Reus-Picamoixons-Lleida

### Serveis ferroviaris
Antigament l'estació terminal de la línia estava situada a les Hortes de Sant Beltran, vora les Drassanes, però desaparegué quan s'unificà la línia amb la Línia Barcelona-Martorell-Vilafranca-Tarragona, fent que després del Prat pujes cap a Bellvitge per unir-se a aquesta línia i entrar a l'estació de Sants.
Per aquesta línia hi circulava la línia de trens de la R10 de Rodalies Barcelona que unien l'Aeroport amb l'Estació de França, però des de 2009 aquest servei ha quedat assumit per la R2 Nord. Des de Sant Vicenç de Calders cap a Barcelona circula la R2 de Rodalies Barcelona per després anar cap a Maçanet-Massanes. També hi circulen trens de mitjana distància i llarga distància.

## Història
El 22 d'octubre de 1878 es va aprovar la transferència de la concessió del ferrocarril de Barcelona a Vilanova i Valls de Francisco Gumá a la Companyia dels Ferrocarrils de Valls a Vilanova i Barcelona (VVB), que posteriorment s'anomenaria Companyia dels Ferrocarrils Directes de Madrid i Saragossa a Barcelona, que va inaugurar la línia el 29 de desembre de 1881.
A Barcelona van situar inicialment la terminal a l'horta de Sant Beltran a prop de les Drassanes.

## Galeria d'imatges

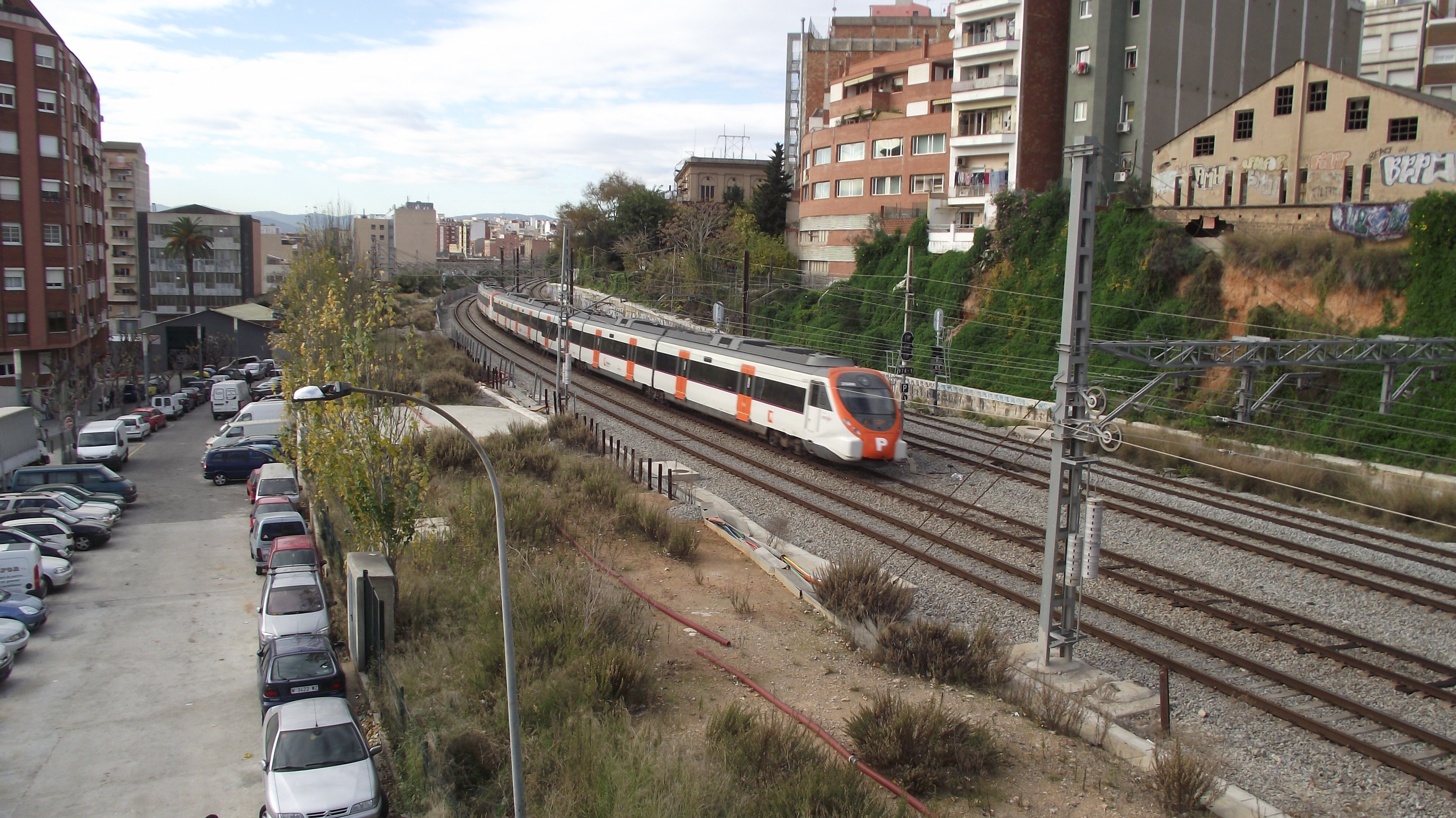
Entrada Sud de Barcelona amb la línia de Vilanova a l'esquerra i la de Vilafranca a la dreta.
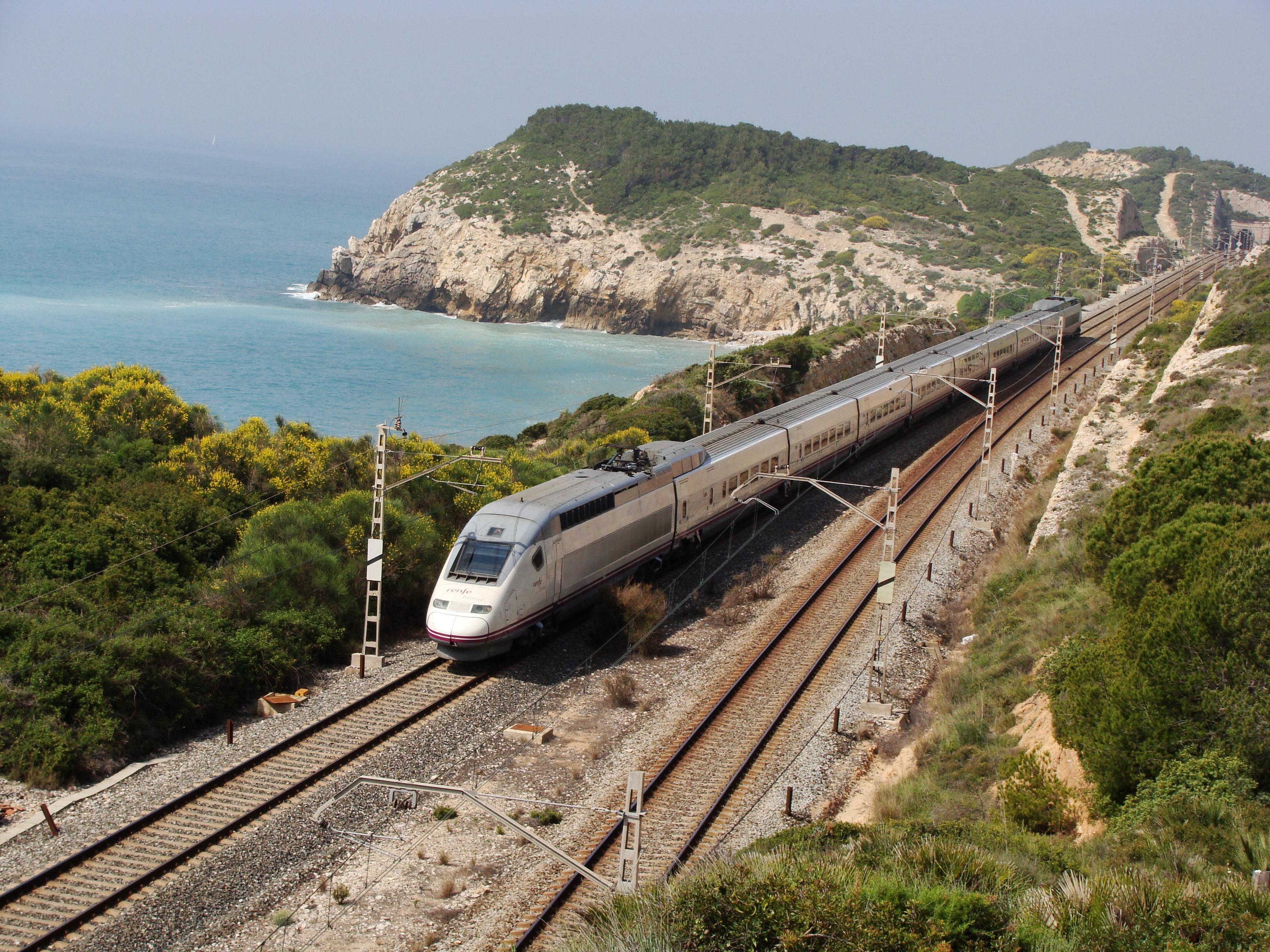
Traçat de la línia per les costes del Garraf
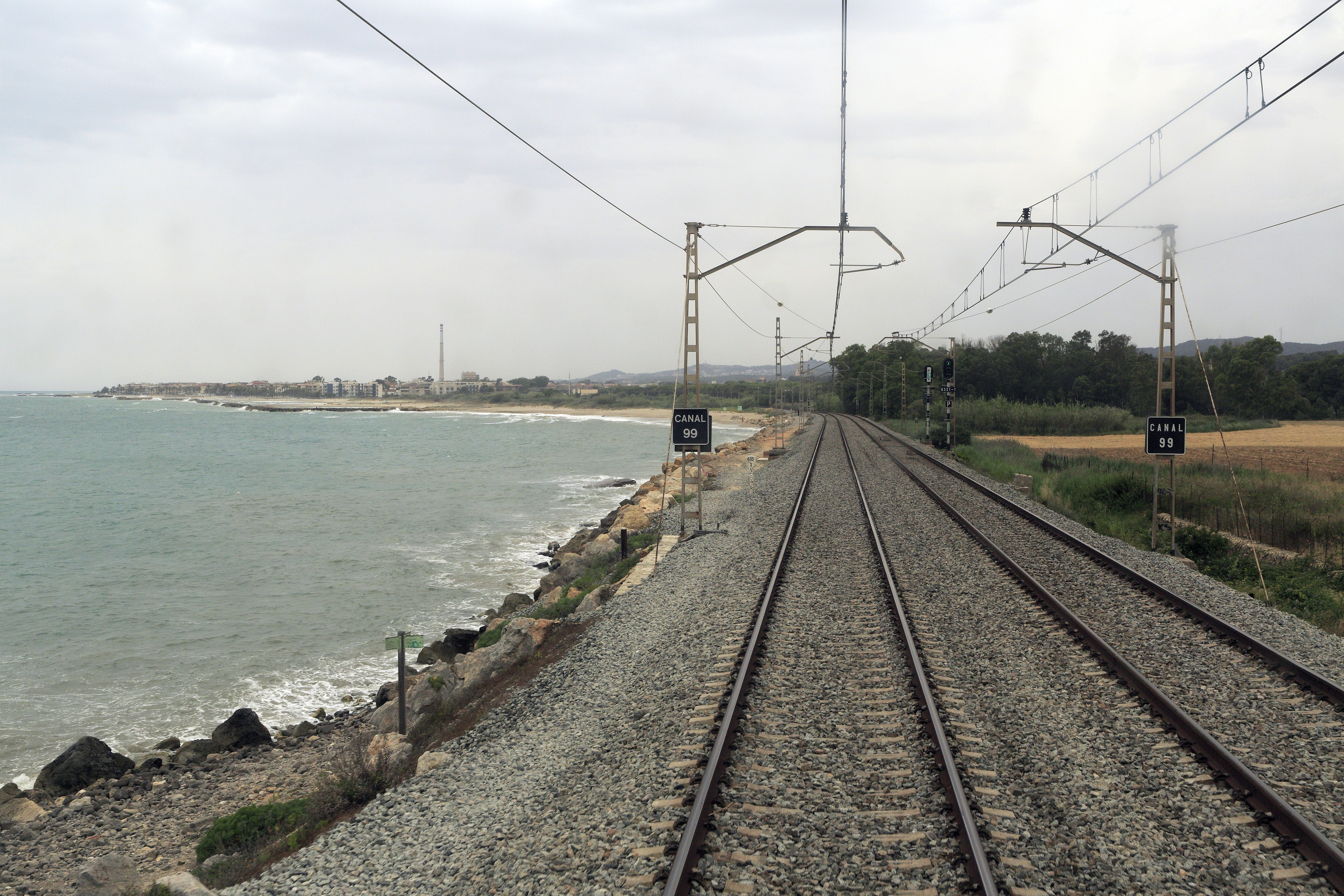
Vies, senyalització i catenària de la línia a Cubelles
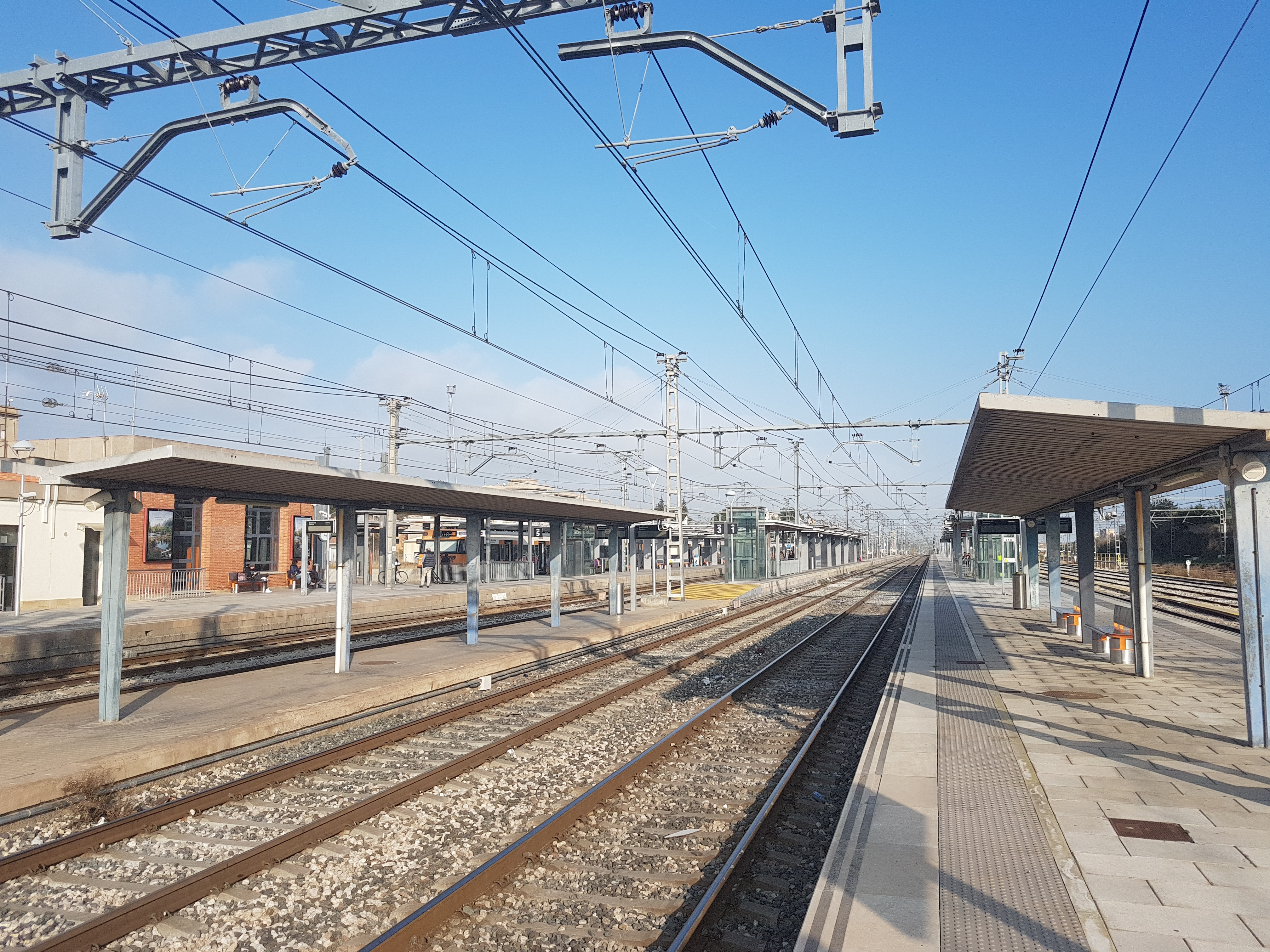
L'estació de Sant Vicenç de Calders punt de creuament de la línia de Vilanova cap a Valls i la de Vilafranca cap a Tarragona